# Heelblaadjes-rusroest
De heelblaadjes-rusroest (Uromyces junci) is een roestschimmel behorend tot de familie Pucciniaceae. Deze biotrofe parasiet vormt uredinia en telia op beide zijden van het blad van de rus (Juncus). Daarnaast worden spermogonia en aecia gevormd op heelblaadjes (Pulicaria dysenterica) en de koeienoog (Buphthalmum salicifolium).

## Verspreiding
In Nederland komt zeldzaam voor. Hij staat niet op de rode lijst en is niet bedreigd. Spermogonia van deze soort zijn onbekend van Nederland.